# Jarilo
Jarilo je v slovanski mitologiji božanstvo pomladi, Velesov volčji pastir,  med zahodnimi Slovani pod imenom Jarovit tudi božanstvo vojne. 

## Etimologija
Jarilo izvajajo iz jaru v pomenu »pomlad« (rusko jara), »poletni« (jarovoj) ali »silen/močan/silovit, jarek«. Tako koren svęt- kot jar- sta povezana z močjo.

## Značilnosti
Jarilo naj bi bil bog vegetacije, ki umre in se znova rojeva. Nekateri dvomijo o božanski naravi Jarila in ga imajo za nižje bajeslovno bitje. Po drugi strani pa v Jarilu nekateri vidijo ostalino vojaškega božanstva druge funkcije. Jarilo v vzhodnoslovanski tradiciji praznuje v binkoštnem času, nastopa kot v belo oblečeni mladenič s cvetnim vencem na glavi in z belim konjem. Z različnimi imeni se Jarilo pojavlja po vsem slovanskem svetu, če ne drugače, pa v podobi krščanskega svetnika Sv. Jurija. Podrobnejše preučevanje Jarilovega kulta je pokazalo, da je bil kot Perunov sin rojen ob božičnem času, nato ga je ugrabil gospodar volkov Veles in ga kot svojega hlapca postavil za volčjega pastrija.